# قاتلان (فیلم ۱۹۵۶)
قاتلان (روسی: Убийцы) فیلمی دانشجویی از آندری تارکوفسکی و همکلاسی‌هایش ماریکا بیکو و الکساندر گوردون است که در سال ۱۹۵۶ منتشر شد.

## داستان
دو مرد، یک سالن غذاخوری را برای به دام انداختن شخصی که می‌خواهند بکُشند، محاصره می‌کنند.